# 小行星9277
小行星9277（英語：9277 Togashi）是一颗围绕太阳公转的小行星。1980年10月9日，卡罗琳·舒梅克、尤金·舒梅克在帕洛马山发现了此天体。
这颗小行星的绝对星等为37.81663等。